# 湯米·漢森
湯米·漢森（英語：Thomas J. Hanson，1986年8月28日—2015年11月9日），出生於美國奧克拉荷馬州的圖爾薩，曾效力過洛杉磯安那罕天使隊和亞特蘭大勇士的先發投手。

## 職業生涯

### 亞特蘭大勇士
- 漢森是2005年大聯盟選秀會第22輪第677名被亞特蘭大勇士隊選中的球員，並簽約加入勇士隊[1]。
- 勇士隊在2009年6月3日將名人堂巨投湯姆·葛拉文無情釋出以後，同時將漢森升上大聯盟[2]。漢森的第一場大聯盟先發是在6月7日對上密爾瓦基釀酒人隊，投6局，被打3支全壘打失7分，最後無關勝負，第一場先發表現並不理想[3]。第二場先發是在跨聯盟比賽中面對巴爾的摩金鶯隊，投5.2局雖被打9支安打，但只責失2分，最後順利拿下大聯盟生涯的第1勝[4]。在這場先發以後，漢森連續三場先發都無失分，並順利拿下勝投，其中兩場勝投是對上紐約洋基隊和波士頓紅襪隊，對上這兩支強隊總共投了11.1局0失分，在跨聯盟比賽總計面對3支美聯東區的球隊，未吞下敗投，還順利拿下勝投。2009年的成績總計21場的先發中，拿下11勝4敗，2.89的防禦率，是個相當理想的成績，也讓球隊在未來的日子裡，對漢森有更多的期待。

2012年，漢森成為勇士隊的開幕戰先發投手。

### 洛杉磯安那罕天使
2012年11月底，天使用後援右投手Jordan Walden向亞特蘭大勇士換來漢森。
2013年季末，天使選擇不與漢森換約，漢森成為自由球員。

## 2014年至2015年
2014年2月11日，漢森與德州遊騎兵隊簽小聯盟約，3月26日遭到釋出。
隨後漢森於4月7日和芝加哥白襪隊簽下小聯盟約，並接受球團的安排至3A夏洛特騎士隊，但6月12日，漢森的肩膀受傷，因此整季報銷。
2015年5月13日和舊金山巨人隊簽下小聯盟合約，11月6日成為自由球員。

## 逝世
2015年11月9日在亞特蘭大醫院中病逝先是不明原因昏迷，接著多重器官衰竭，最後離開人世得年29歲。

## 外部連結
- 球員資訊和成績在MLB ，ESPN ，Retrosheet ，Baseball Reference ，Baseball Reference (Minors) ，Fangraphs ，The Baseball Cube （英文）
- MILB.com: Tommy Hanson Biography[]
- Mississippi Braves: Tommy Hanson Biography （页面存档备份，存于）